# Cappella Feroni

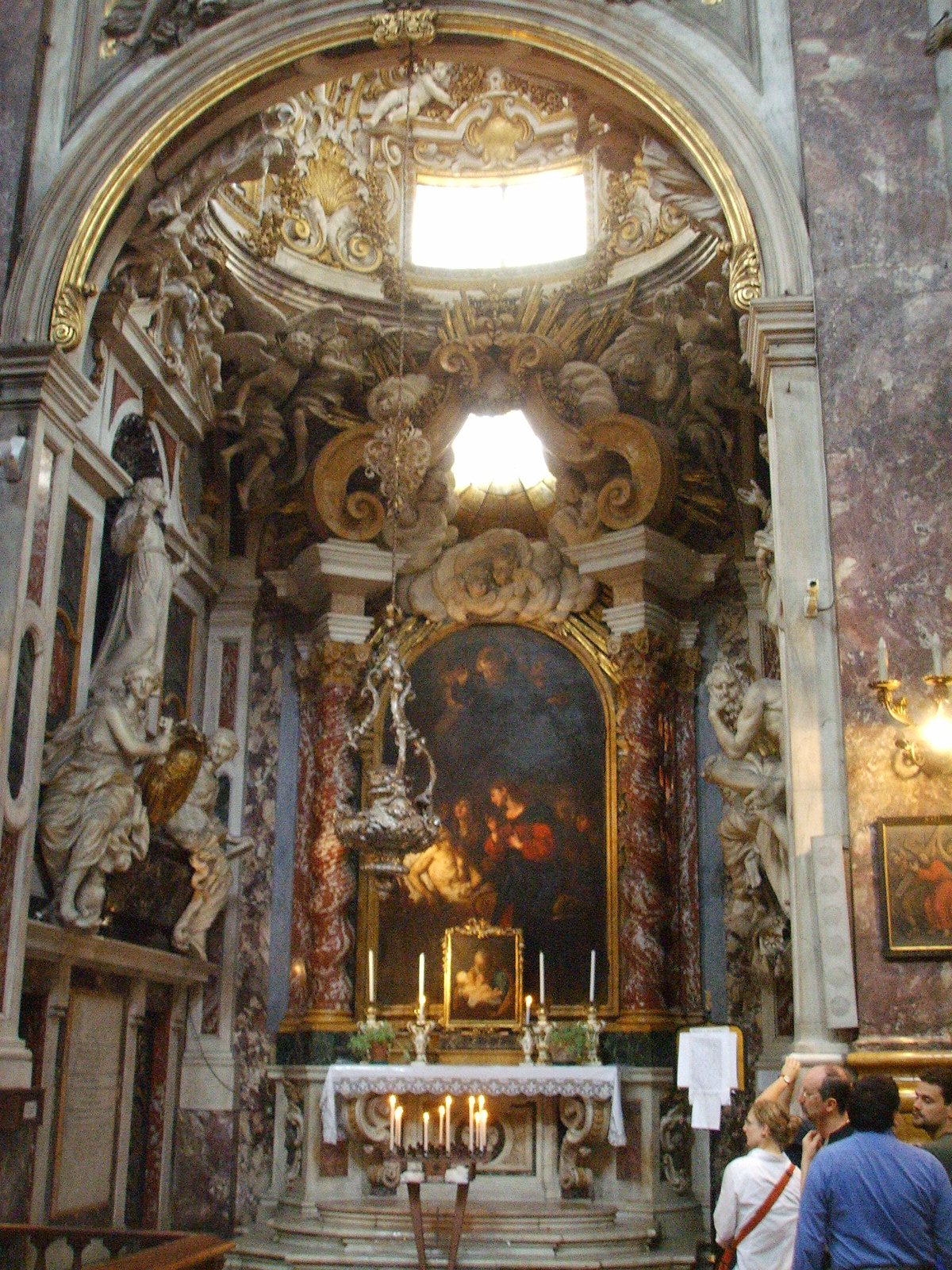
Cappella Feroni

La cappella Feroni è la prima cappella a sinistra della navata della basilica della Santissima Annunziata a Firenze, in Italia, accanto alla cappella degli ex-voto dell'Annunziata in controfacciata. Fu ristrutturata nel 1693 su commissione di Francesco Feroni e supervisione di Giovanni Battista Foggini, facendone una delle più compiute realizzazioni in stile barocco nel capoluogo toscano.

## Storia

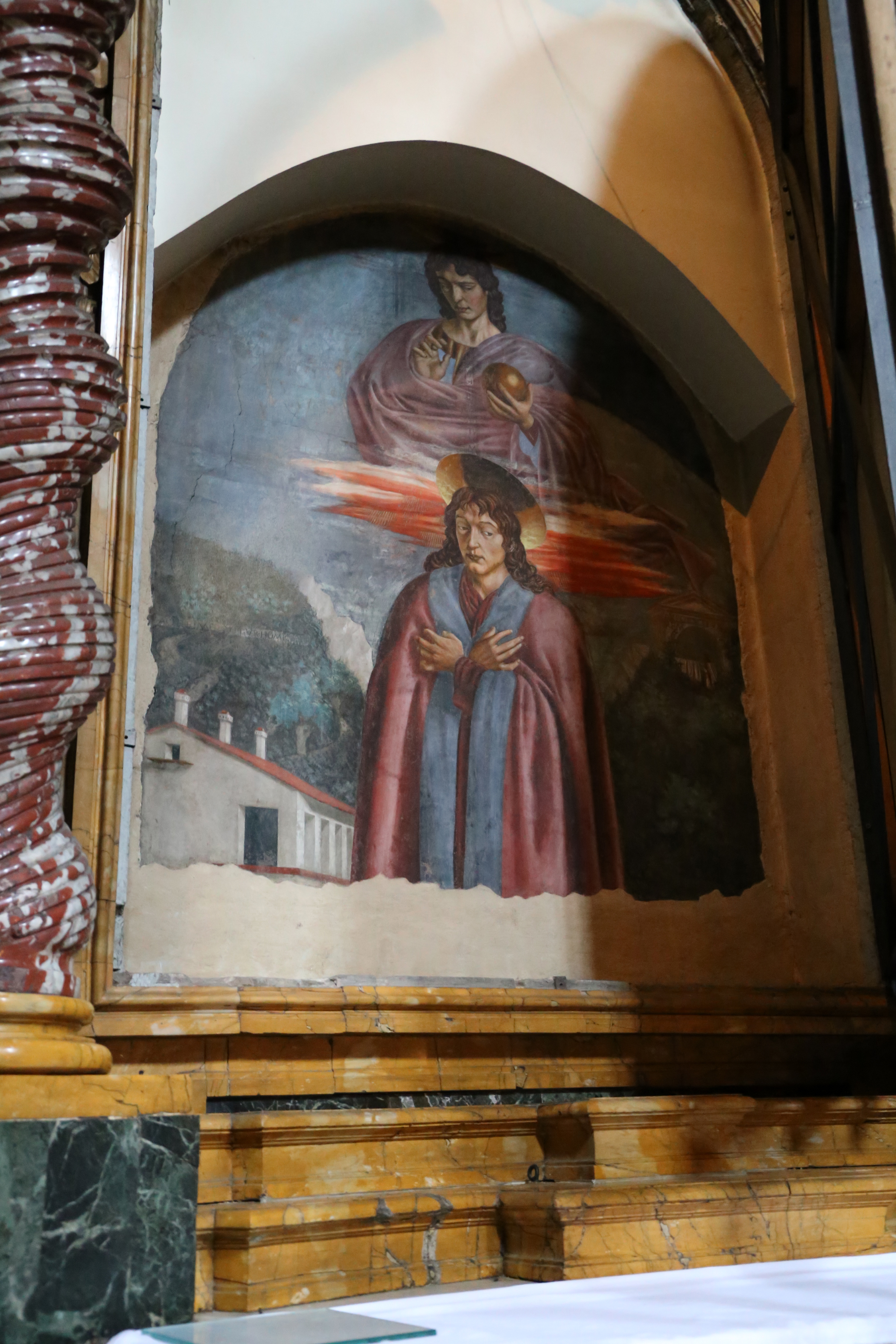
L'affresco di Andrea del Castagno dietro la pala del Loth

La cappella, fondata nel 1452, era anticamente patronata dalla famiglia Da Gagliano e dedicata a san Giuliano l'Ospitaliere, del quale resta un affresco nascosto dietro la pala d'altare, opera di Andrea del Castagno (1451). In seguito venne dotata di cupoletta su disegno di Francesco da Sangallo e ridedicata alla Natività di Gesù e corredata da una pala con tale soggetto, oggi irreperibile, di Alessio Gemignani (1617). 
Nel 1691 erano in corso trattative tra il marchese Vincenzo Salviati e i frati serviti per il riscatto della cappella, essendo il marchese discendente anche dei Da Gagliano. A quella data l'affresco quattrocentesco era già stato coperto da una pala di Francesco Curradi (i Cinque santi canonizzati da Gregorio XV), commissionata nel 1623 da Cristina di Lorena.
L'accordo con il Salviati non andò in porto perché nel frattempo doveva aver manifestato il proprio interesse il marchese Francesco Feroni, grazie alla collocazione privilegiata della cappella, la più vicina all'immagine miracolosa dell'Annunziata, e per la sua scarsa decorazione preesistente. Già dal 1684 il Feroni, reduce da una vita fatta di straordinari successi tra l'Olanda e la Toscana, aveva predisposto il primo di vari testamenti, in ognuno dei quali esprimeva la sua volontà di essere sepolto in una cappella familiare. Una prima ipotesi lo vide interessarsi della cappella Brancacci nel Carmine: non andò in porto perché vi si oppose Vittoria della Rovere per proteggere la compagnia della Vergine del Carmine che vi si riuniva, salvandone di riflesso anche gli affreschi quattrocenteschi, su probabile sollecito degli accademici del Disegno. 
Il contratto tra il Feroni e i frati Serviti venne formalizzato il 23 giugno 1691, comprendente una penale da versare al Salviati, ben al di sotto però di quanto sborsato dal Feroni, che si impegnata a ridecorarla integralmente. Veniva incaricato come architetto Giovanni Battista Foggini, che elaborò il programma iconografico con la consulenza di Anton Maria Salvini e anche del Gran principe Ferdinando: fu proprio lui a coinvolgere il pittore tedesco di cultura veneziana Johann Carl Loth, suo prediletto. Vennero inoltre arruolati ben nove tra scultori e stuccatori, la cui presenza si spiega con la necessità di arrivare in un tempo ragionevolmente conveniente al completamento dei lavori, vista l'età avanzata del committente. 
Il 21 marzo 1693 (sabato santo), la cappella venne rinaugurata con dedica a san Giuseppe, e l'anno dopo venne stabilito con un nuovo contratto le donazioni del marchese per le celebrazioni liturgiche. Il Feroni, all'epoca ottantenne, sarebbe morto due anni dopo e ivi sepolto. La scelta del santo, rappresentato nel momento del transito, è sicuramente legata a un augurio di buona morte del committente, ma anche un omaggio alla devozione speciale che Cosimo III nutriva verso questo santo, che sarebbe stato nominato da lui protettore della Toscana nel 1719.
Fin dalla sua inaugurazione la cappella destò lo stupore dei visitatori, sia quelli illustri che i semplici cittadini. Citata puntualmente nelle guide alla città, ne viene sempre tramandata la pressoché corretta paternità degli artisti che vi avevano lavorato, segno del mai esaurito interesse verso di essa. 
Nel 1857 venne riscoperto l'affresco di Andrea del Castagno ma, a differenza della vicina cappella Montauti, non venne rimossa la tela del Loth per esplicita opposizione dei discendenti Feroni: fu però dotata di una cerniera per permettere di ruotarla, sacrificando però la presenza sull'altare di una croce bronzea e di sei candelabri disegnati dal Foggini, oggi nei depositi.

## Descrizione

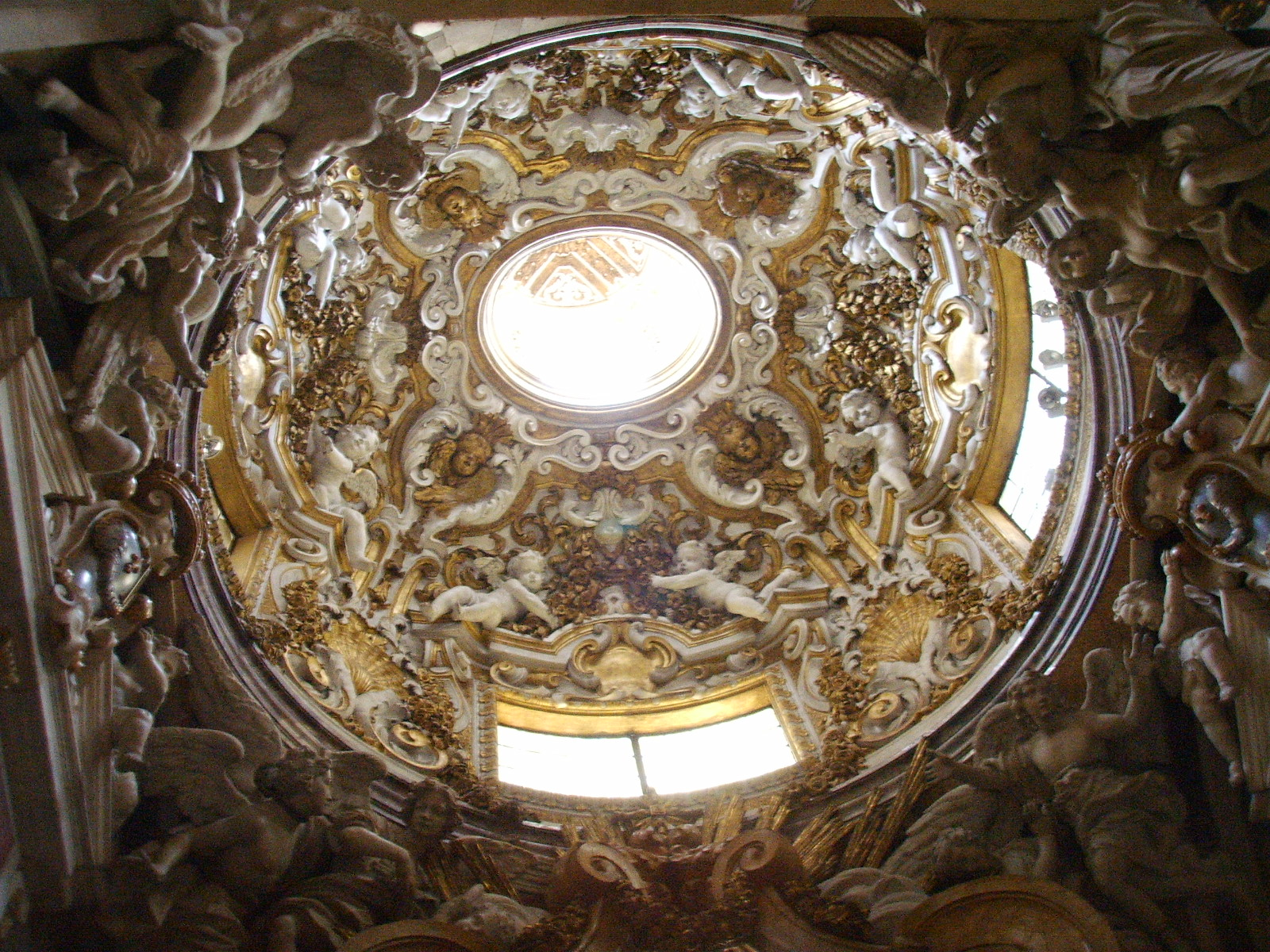
La cupola

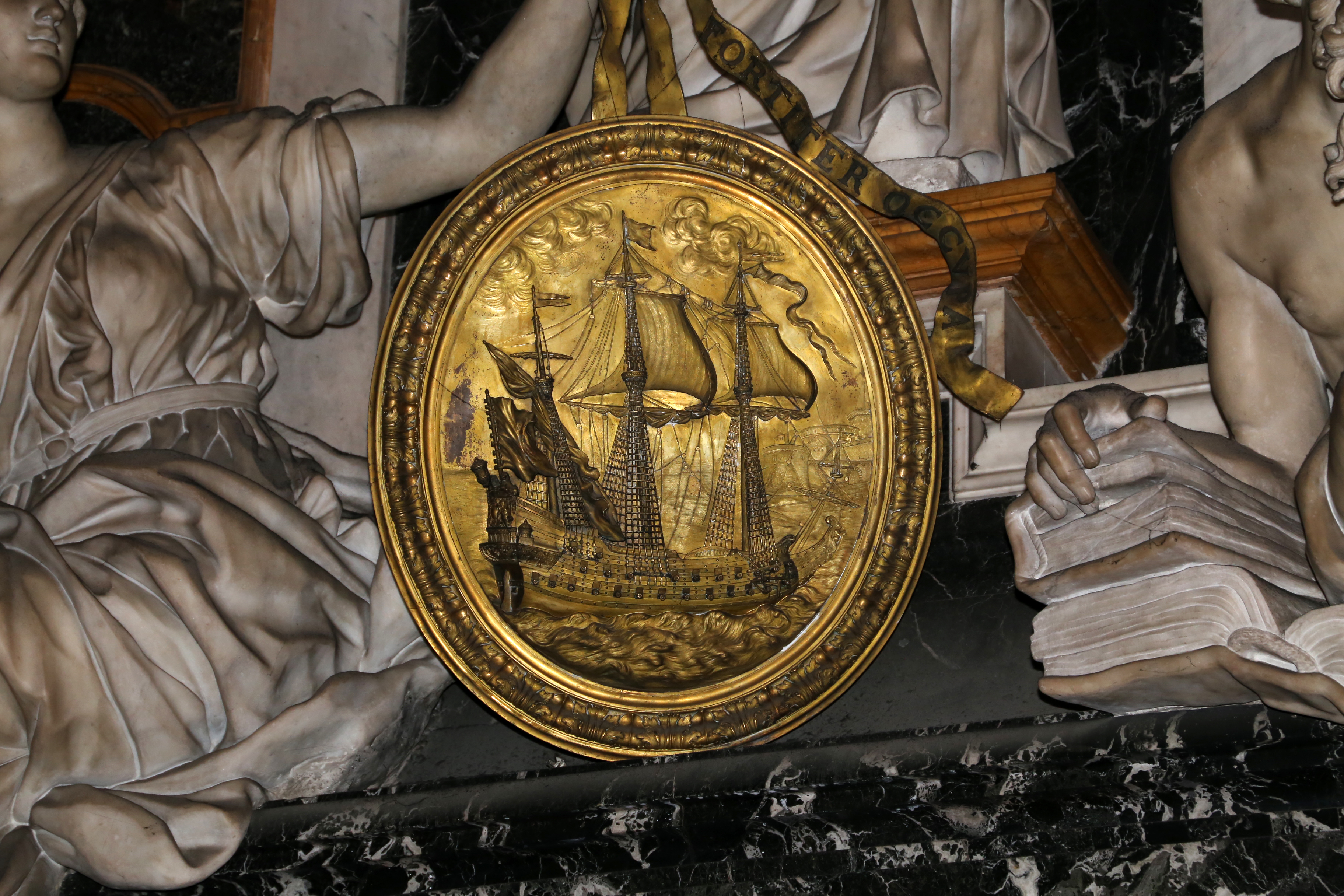
Il medaglione con la nave San Giovanni-San Cosimo

La cappella è un esempio più unico che raro di gusto barocco, scenografico e sovrabbondante, tipicamente romano in tutto il Granducato di Toscana. Foggini, che già aveva dato esito a importanti decorazioni barocche (una su tutte, la cappella Corsini al Carmine), si era sempre attenuto a una dilatazione degli spazi sufficiente per assecondare quell'ampio respiro che è la misura tipicamente "sobria" del Seicento toscano, ma qui si trovò un ambiente estremamente piccolo e un committente desideroso di primeggiare nella ricchezza decorativa. Alcuni hanno anche ipotizzato che l'architetto si trovò a dover condensare un progetto originariamente pensato per la più grande cappella Brancacci. 
Perfettamente esemplificativo del punto di vista "toscano" è il giudizio che ne diede, una trentina di anni dopo l'inaugurazione, Francesco Saverio Baldinucci, secondo il quale la cappella è «ricca sì, ma confusa e di stravagante architettura, [...] con tutto che piccola [e] ripiena talmente di statue d'ogni grandezza che pare più una stanza di scultore che una sacra cappella» (1725-1730 circa). Questa lettura, tra meraviglia e riserve negative sul risultato finale, si è sostanzialmente mantenuta nella critica fino alla rinascita degli studi sul tardo-barocco negli anni venti del Novecento, rafforzandosi poi verso un giudizio più positivo nelle indagini sistematiche della seconda metà del secolo, culminate con una grande mostra nel 1974 sui protagonisti della scultura fiorentina sotto le ultime due generazioni dei Medici, tra Detroit e Firenze.
Un'apertura ad arco, comune a tutte le altre cappelle della basilica, introduce allo spazio poco profondo della cappella, a base rettangolare e dotata di cupola ellittica con lanterna. L'illuminazione è garantita da un oculo dietro l'altare e, soprattutto, da tre finestre rettangolari nel tamburo della cupola e dalle aperture della lanterna. L'effetto è quello di avere la cupola molto più illuminata dello spazio sottostante, attirando lo sguardo dello spettatore verso l'alto dove le figure angeliche stuccare alludono all'anima di san Giuseppe in procinto di ascendere al Paradiso dalla rappresentazione della sua morte nella pala d'altare. 

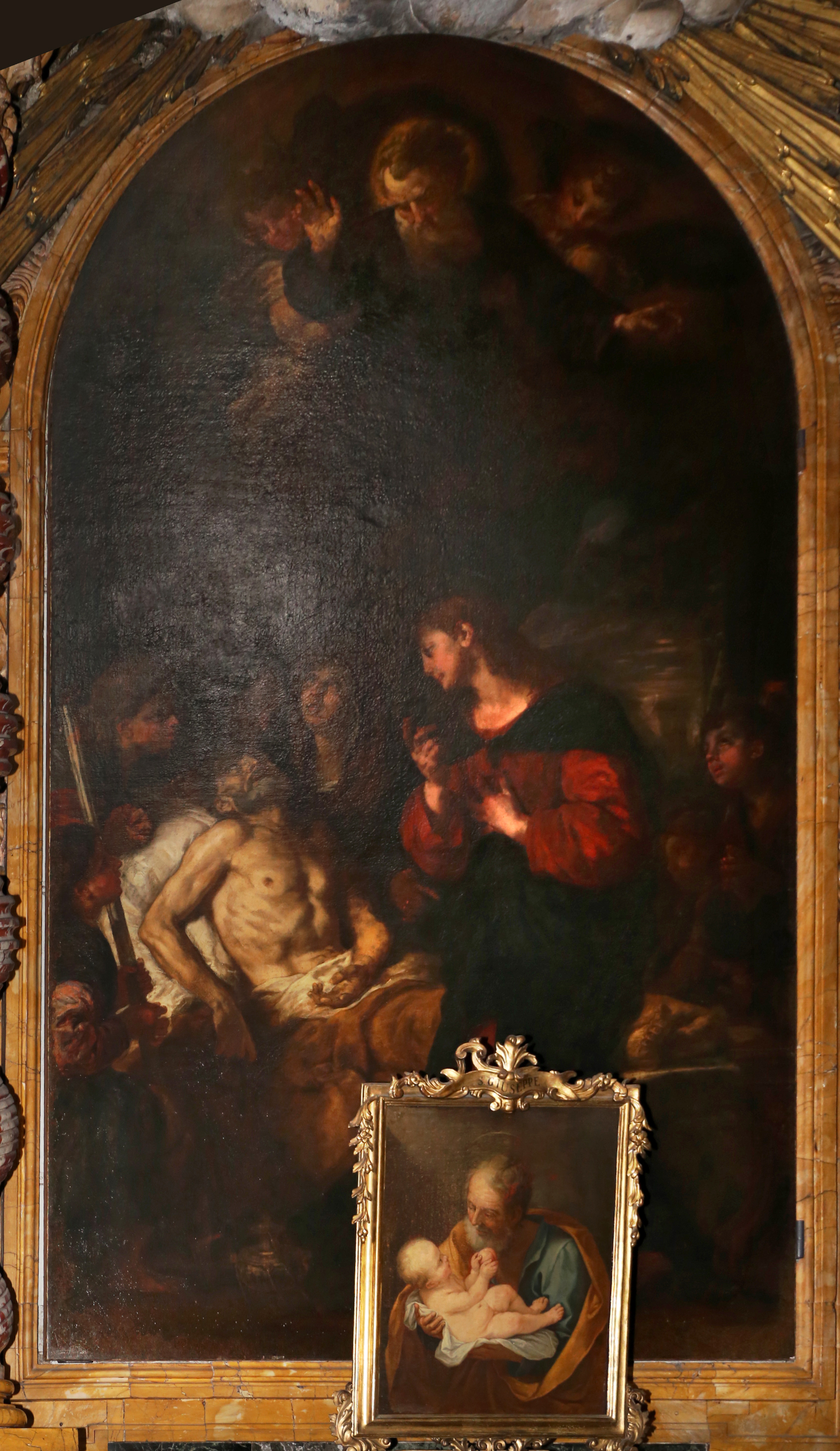
La pala del Loth

L'altare cita il berniniano baldacchino di San Pietro, sia nelle colonne tortili, sia nelle volute del timpano, che nella vetrata con la colomba dello Spirito Santo circondata da raggi marmorei, come nel complesso sopra la cattedra petriana della basilica vaticana. Tuttavia i materiali qui sono fortemente impostati alla policromia, con preziosi marmi bianchi, gialli, rossi, neri e verde scuro, presenti anche nel pavimento intarsiato. Gli angioletti del fastigio sono di Paolo Monacorti, artista fiammingo, noto soprattutto come intagliatore. L'altare ha ai lati due grandi stemmi Feroni in pietre dure.
Ai lati si trovano due sarcofagi adorni da statue e dagli stemmi Feroni. I sarcofagi sono in marmo portoro, con statue in marmo bianco e medaglioni in bronzo dorato. Quello di sinistra, con l'effige sul medaglione, è simbolicamente per Francesco Feroni; quello di destra, col medaglione con il vascello "San Giovanni-San Cosimo" che fu all'origine delle fortune del marchese (ma che potrebbe anche simboleggiare l'arrivo all'ultimo porto), è per i suoi discendenti. Entrambi i medaglioni, che compongono una specie di dritto e rovescio scomposto, sono di Massimiliano Soldani Benzi. Il sarcofago di sinistra è sormontato dalla statua di San Francesco, di Giovanni Camillo Cateni, e affiancato dalle personificazioni della Fedeltà e della Diligenza, opere di collaborazione tra Anton Francesco Andreozzi e Isidoro Franchi rappresentanti le virtù del defunto nelle cariche dello stato; in alto i putti che reggono stemma Feroni sono di Paolo Monacorb. Il sarcofago di destra è dominato dalla statua di San Domenico, di Carlo Marcellini, e dalle personificazioni del Pensiero e della Fortuna su mare, entrambe di Giuseppe Piamontini e che simboleggiano le qualità che permisero al committente di primeggiare nei commerci; i putti che reggono lo stemma in alto sono opera di Andrea Vaccà. Tutte le statue hanno come punto di vista privilegiato il centro della navata e il palchetto sul lato opposto da cui i principi assistevano ai riti. In realtà i sarcofagi non contengono le spoglie, ma queste sono conservate, come avveniva solitamente, nella botola davanti all'altare: si sa che il Feroni vi venne sepolto con tutti gli onori dopo la sua morte il 18 gennaio 1696, in un catafalco disegnato da Antonio Ferri.
Le due finte porticine laterali sono in broccatello di Spagna, ardesia e nero del Belgio con decorazioni in bronzo dorato di Cosimo Merlini: hanno lo scopo di bilanciare simmetricamente sotto i sarcofagi le vere aperture che conducono alle cappelle attigue, ma possono anche richiamare l'idea della morte come passaggio, secondo un uso già presente nelle urnette degli etruschi. 

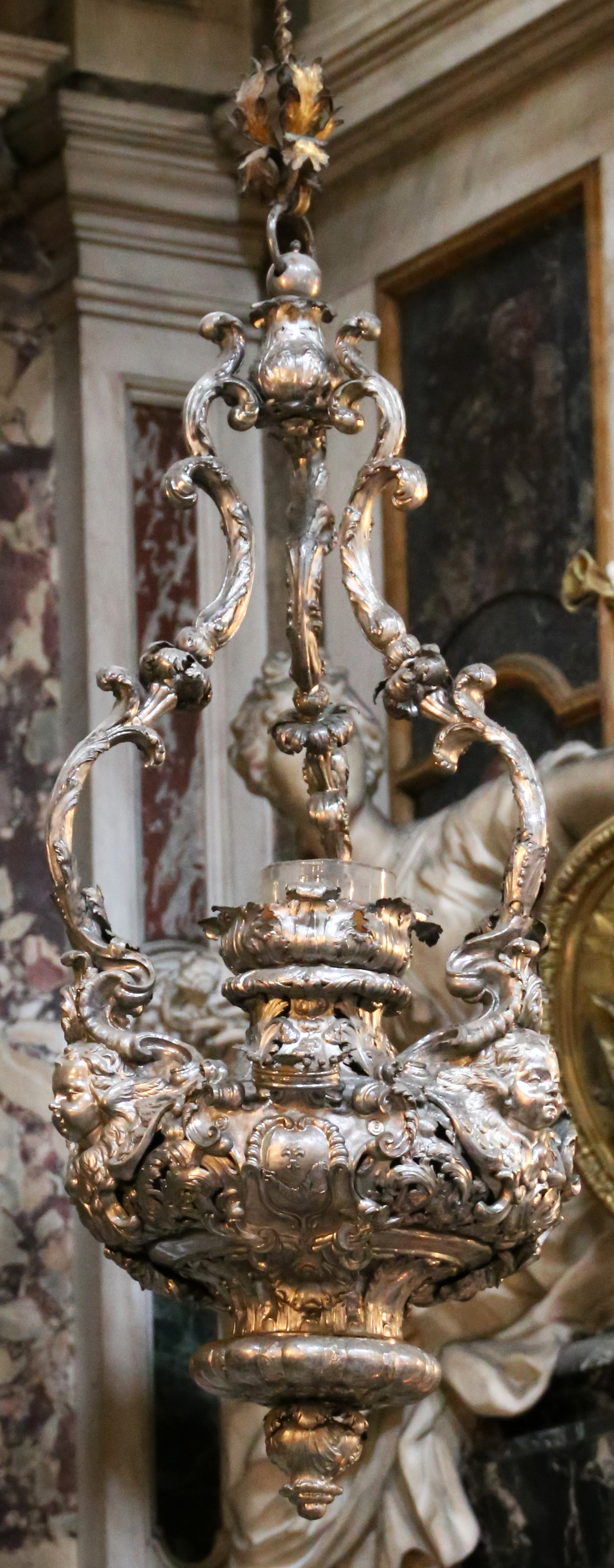
La lampada d'argento

Più in alto si trova una teoria d'Angeli in preghiera in stucco insolitamente collocati - per la Toscana - sui pennacchi (ma ispirati anche questi ad esempi berniniani), una posizione ardita che richiese l'uso di particolari catene nascoste per sospenderli. A partire da quelli a sinistra dell'altare, che sono opera di Giovacchino Fortini, in senso circolare seguono a destra due del sodalizio Andreozzi-Franchi, poi sul lato della navata una coppia di Lorenzo Merlini e una di Andrea Vaccà. La cupola interna è interamente ricoperta di stucchi bianchi e oro, che esaltano la luminosità dell'ambiente: sono di Giovan Battista Ciceri su disegno del Foggini stesso, e rappresentano angioletti e cherubini tra volute e festoni.
Completa la decorazione la lampada d'argento che pende dall'arcone, disegnata dal Foggini e risalente al 1694.